# Aigurande
Aigurande es una comuna francesa situada en el departamento de Indre, en la región de Centro-Valle del Loira.

## Demografía
| 2257 | 2353 | 2381 | 2315 | 2284 | 2180 | 1932 | 1668 | 1426 |
| Para los censos de 1962 a 1999 la población legal corresponde a la población sin duplicidades (Fuente: INSEE [Consultar]) |      |      |      |      |      |      |      |      |